# Odorrana ishikawae
Odorrana ishikawae (japanisch オキナワイシカワガエル Okinawa-Ishikawa-Gaeru) ist eine Froschart, die auf der japanischen Insel Okinawajima endemisch ist. Sie wird als stark gefährdet eingestuft.

## Beschreibung
Odorrana ishikawae hat einen eher schlanken Rumpf. Die Kopf-Rumpf-Länge liegt für Weibchen bei durchschnittlich 11,0 cm (10,5–11,7 cm) und für Männchen bei 9,7 cm (8,8–10,6 cm). Der Canthus rostralis ist stumpf. Es sind 1–7 Vomerzähne (Gaumenzähne) vorhanden. Das Tympanum (Trommelfell) ist kreisförmig und hat einen etwa halb so großen Durchmesser wie das Auge. Es ist gibt keine dorsolaterale Falte. Die Zehen weisen Schwimmhäute auf, während zwischen den Fingern keine zu finden sind. Die Finger- und Zehenspitzen sind scheibenförmig abgeplattet und haftend, insbesondere an den Vorderbeinen. Der erste Finger ist länger als der zweite. Die Grundfarbe ist dorsal gelblich grün mit zahlreichen braunen Flecken, die dorsal eher rund und an den Beinen eher bandförmig sind. Zudem finden sich überall goldfarbene Sprenkel mit goldfarbenen Warzen. Es gibt aufgrund der auffälligen Färbung keine verwechselbaren Froscharten im Verbreitungsgebiet. Die Männchen haben paarige Schallblasen und Stimmöffungen an den Mundwinkeln.

## Verbreitungsgebiet und Lebensraum

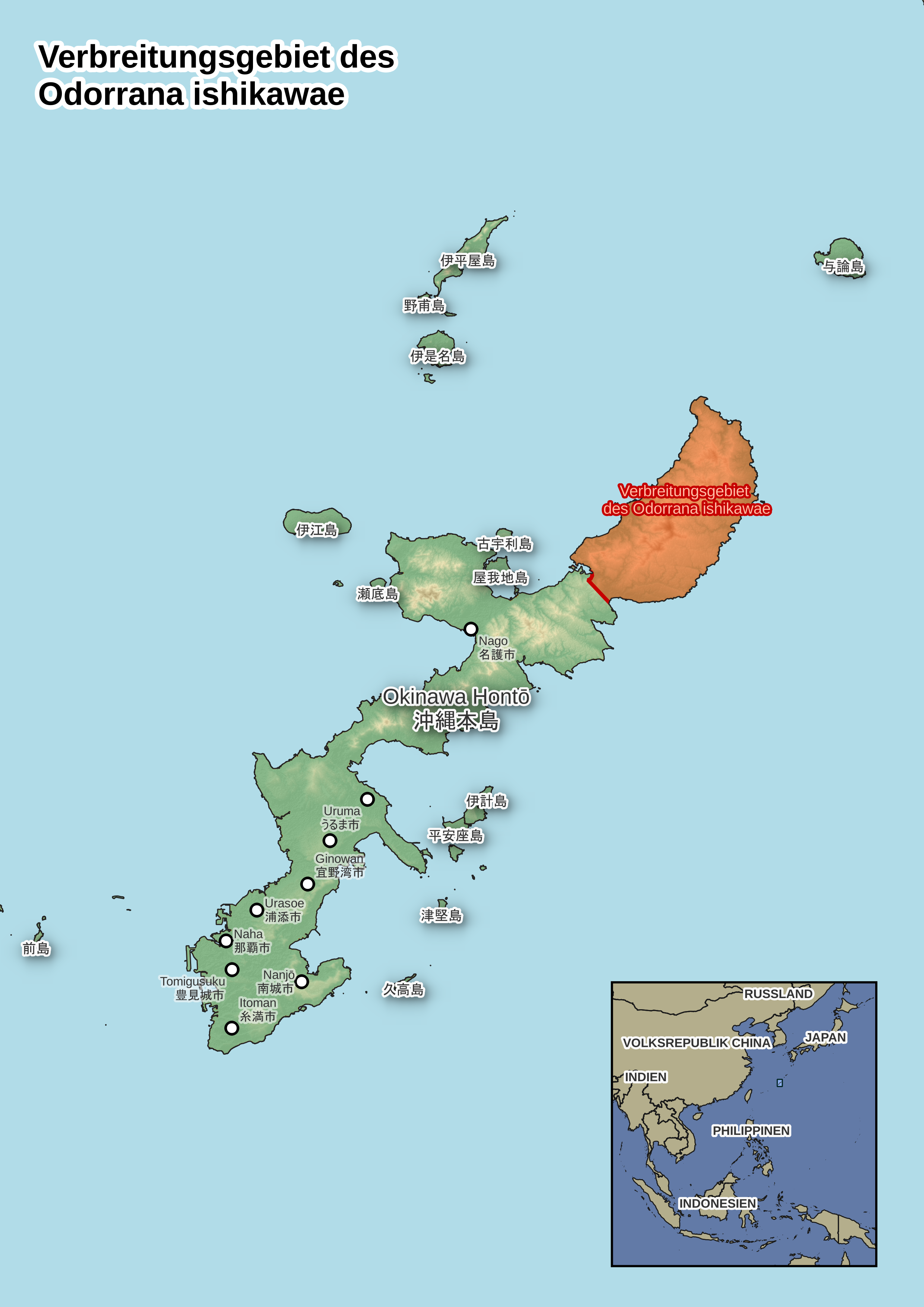
Verbreitungsgebiet

Das etwa 208 km² umfassende Verbreitungsgebiet liegt im äußersten Nordosten der Insel Okinawa in den Gemeinden Ōgimi, Kunigami und Higashi. Dort kommt Odorrana ishikawae zwischen 0 und 503 m Höhe vor. Ihr Lebensraum sind immergrüne Bergwälder, wo sie vor allem an Bächen zu finden sind.

## Lebensweise
Die Nahrung von Odorrana ishikawae besteht aus Wirbellosen. Darunter finden sich beispielsweise Tausendfüßler, Weberknechte, Käfer und Ameisen.
Die Paarungszeit dauert von Januar bis Februar. In trockeneren Jahren kann sie sich auch bis in den April verschieben. Der Paarungsruf der Männchen besteht aus einem einzelnen hohen Ton mit einer Frequenz von etwa 1,4 kHz. Sie rufen an den zum Laichen verwendeten Stellen. Diese befinden sich an Oberläufen von Bächen und auch in der Nähe von Wasserfällen. Der Laich wird in Löchern an den Bachufern oder in Felsspalten abgegeben, wo Grundwasser an die Oberfläche steigt.
Er enthält rund 1000 cremeweiße Eier, die jeweils einen Durchmesser von 2,9 bis 3,5 Millimetern aufweisen. Die Kaulquappen sind zunächst wie die Eier cremeweiß. Mit den im Frühjahr zunehmenden Niederschlägen werden sie in die Bäche gespült und mit der Zeit bekommen sie eine braune Farbe mit goldfarbenen Flecken auf den Schwanzseiten und dorsal am Rumpf. Sie werden etwa 5 cm lang und wandeln sich in der Regel im August zu ihrer terrestrischen Form. Einige überwintern jedoch und entwickeln sich erst im Mai bis Juni des Folgejahres.

## Gefährdung und Schutz
Die International Union for Conservation of Nature (IUCN, „Weltnaturschutzunion“) stuft die Art als stark gefährdet ein, jedoch den Populationstrend als stabil. Auch die nationale Rote Liste gefährdeter Arten Japans von 2020 listet sie als stark gefährdet. Die Population nahm vor allem durch einen Verlust an Lebensräumen sowie durch invasive Goldstaubmungos ab. Die Mungos wurden 1910 zur Bekämpfung von Habuschlangen und Hausratten auf der Insel eingeführt, wirkten sich aber negativ auf den Bestand anderer Tierarten aus. Inzwischen sind sie nach entsprechenden Maßnahmen fast wieder ausgerottet. Der Froschbestand konnte sich infolgedessen erholen. Beeinträchtigungen und Zerstörungen des Lebensraums durch Abholzungen sowie dem Bau von Straßen und Dämmen sind inzwischen die Hauptbedrohung.
Am 15. September 2016 wurde ein großes Gebiet im Norden von Okinawajima als Yambaru-Nationalpark ausgewiesen. Zu diesem Zeitpunkt war das nördliche Übungsgelände der dortigen US-Militärbasis von dem Nationalparkgebiet ausgeschlossen, jedoch wurden am 29. Juni 2018 ungefähr 3.700 ha des Übungsgeländes in den Park eingegliedert. Die Inseln Amami-Ōshima, Tokunoshima, Iriomote und der nördliche Teil der Insel Okinawa stehen darüber hinaus seit 2021 auf der Liste des UNESCO-Weltnaturerbes. Odorrana ishikawae ist zudem in der Präfektur  Okinawa als Naturdenkmal ausgewiesen. Das Fangen der Tiere ist untersagt.

## Systematik
Odorrana amamiensis ist eine Art aus der Familie der Echten Frösche (Ranidae). Die Erstbeschreibung erfolgte 1901 durch Leonhard Hess Stejneger unter dem Artnamen Buergeria ishikawae und mit der Insel Okinawa als Typenfundort. Er wählte den Namen zu Ehren von C. Ishikawa, einem Professor an der Universität Tokio.
In Japan endemische Arten der Gattung Odorrana umfassen neben O. ishikawae noch O. narina im Norden der Insel Okinawa, O. splendida und O. amamiensis auf Amami-Ōshima sowie O. supranarina und O. utsunomiyaorum auf den Yaeyama-Inseln. Auf der nahegelegenen Insel Taiwan findet sich zudem die morphologisch ähnliche Art O. swinhoana. O. splendida wurde 2011 von Kuramoto et al. als eigene Art von O. ishikawae abgegrenzt und ist am nächsten mit ihr verwandt. Die beiden Arten divergierten wahrscheinlich während des frühen Pleistozäns, nachdem sich die Landmasse von Amami-Okinawa in zwei separate Inseln aufgeteilt hatte. Die sympatrisch mit O. ishikawae vorkommende Schwesterart O. narina ist mit ihr dagegen weniger nah verwandt als sogar einige auf dem asiatischen Kontinent verbreitete Arten. Odorrana drang somit zweimal nach Norden in die Ryūkyū-Inseln vor. Für den Vorfahr von O. ishikawae und O. splendida wird der betreffende Zeitraum auf vor 7,9 bis 18,0 Millionen Jahren im mittleren Miozän geschätzt, während sich der Vorfahr der anderen auf den Inseln vorkommenden Arten vermutlich von denen auf dem asiatischen Kontinent im späteren Miozän vor etwa 5,4 bis 12,3 Millionen Jahren trennte, als die Landmassen ebenfalls noch miteinander verbunden waren.